# Japán földrajza
Japán az ázsiai kontinens keleti partjainál fekvő szigetország, amely a Japán-szigetek négy nagy és számos kisebb szigetén, valamint a környező szigetcsoportokon terül el.
Négy tektonikus lemez találkozásánál fekszik, ezért területén jelentős a geológiai aktivitás, számos vulkán található rajta, gyakoriak a földrengések és előfordulnak az általuk kiváltott cunamik is. Területének nagy része hegyvidék, ezért a lakosság elhelyezkedése egyenlőtlen, inkább a partvidéki síkságokra koncentrálódik, ahol a világ egyik legurbanizáltabb zónáját, a Tokiótól Fukuokáig húzódó japán megalopoliszt hozták létre.
Éghajlata változatos, északon kontinentális, déli-délnyugati részein nedves szubtrópusi. A szigeteken belül nagyok a tengerszint fölötti magasságkülönbségek is, ami a klímaeltérésekkel párosulva gazdag növény-és állatvilág kialakulását tette lehetővé.
Az országot közigazgatásilag 47 prefektúrára és mintegy 1800 önkormányzatra osztják.

## Elhelyezkedése

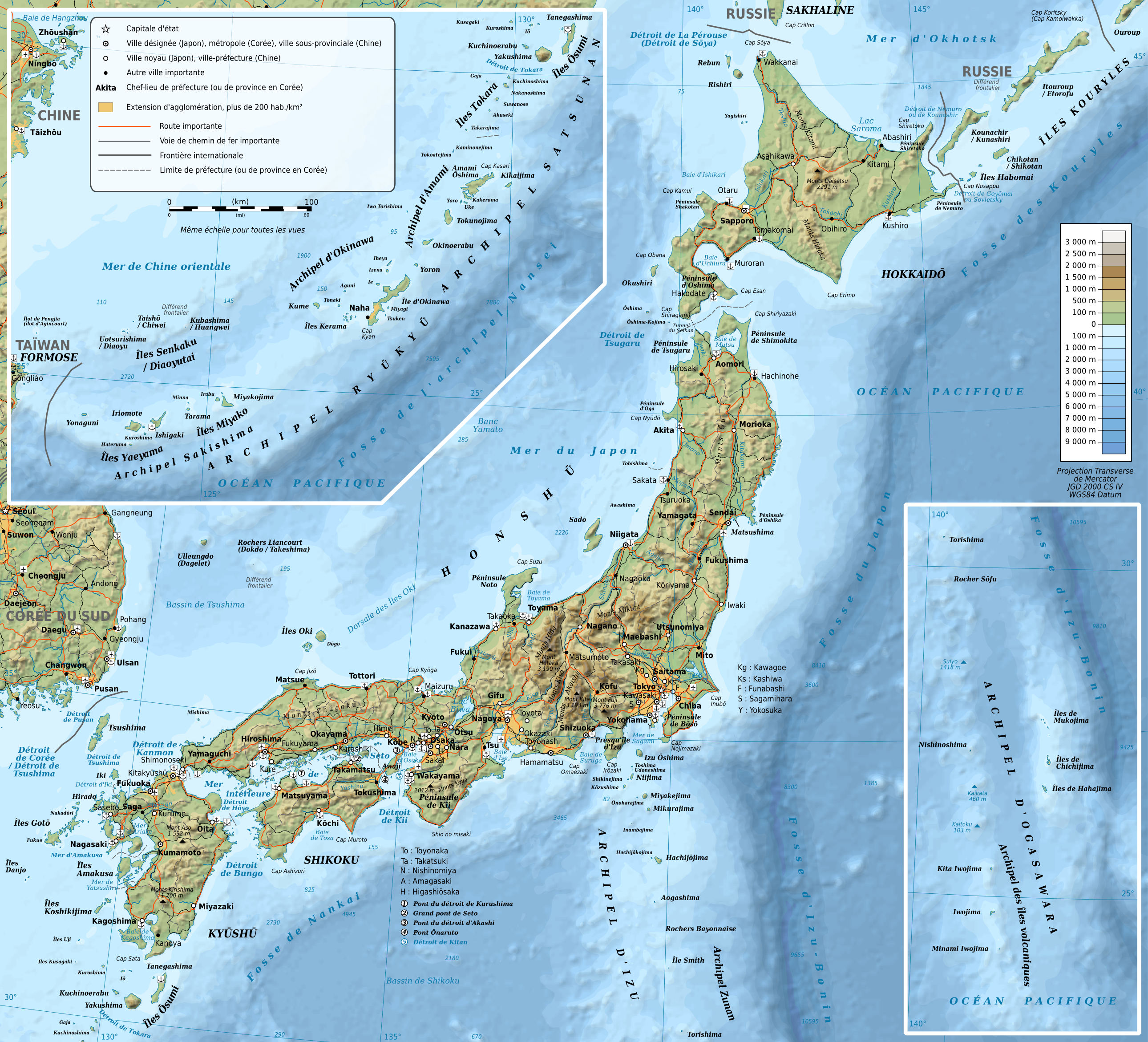
Japán topográfiai térképe

A japán szigetvilág 3300 km hosszan nyúlik el az északi szélesség 24° és 46°-a, valamint a keleti hosszúság 123° és 146°-a között. Oroszországtól az Ohotszki- és Japán-tenger, Koreától a Japán-tenger, Kínától és Tajvantól pedig a Kelet-kínai-tenger választja el. Keletről és délkeletről a Csendes-óceánnal határos. Fő területének legkisebb távolsága az ázsiai kontinenstől kb. 200 km, ahol a Koreai-szoros elválasztja Kjúsút és a Koreai-félszigetet. Teljes területe 377 944 km², amivel a világ 62. legnagyobb területű országa. Összesen 6852 100 m²-nél nagyobb szigetből áll, melyből 430 lakott. Négy nagy szigete a területe 95%-át teszi ki:
- Hokkaidó (79 000 km²) a legészakibb, ainuk által lakott sziget
- Honsú (227 000 km²) a legnagyobb és legnépesebb, 105 millióan lakják
- Sikoku (18 000 km²) a legkisebb szigetet a Szeto-beltenger választja el Honsútól és Kjúsútól
- Kjúsú (36 000 km²) a legdélibb sziget

A négy nagy sziget közvetlen környezetén kívül két nagyobb szigetcsoport tartozik az országhoz:
- Rjúkjú-szigetek (4600 km²), amelyek Kjúsútól Tajvanig alkotnak láncolatot
- Nanpó-szigetek (400 km²), a Honsútól délre fekvő japán fennhatóság alatt álló csendes-óceáni vulkáni szigetek, szigetcsoportok összessége az Izu-szigetektől Ivo Dzsimáig.

Vitatott hovatartozású területek:
- a déli Kuril-szigetek orosz fennhatóság alatt vannak, de Japán területi igényt tart fenn rájuk
- a Liancourt-szigetek Dél-Koreához tartoznak, de Japán területi igényt tart fenn rájuk
- a Szenkaku-szigetek Japánhoz tartoznak, de ezt Kína és Tajvan vitatja[1]
- az Okinotorosima körüli tengeri felségterület jogosságát Kína vitatja[2]

Az ország szélső pontjai:
- a legészakibb pont Benten-dzsima szigete (é. sz. 45°31'35″, k. h. 141°55'09″)
- a legdélibb pont Okinotorisima szigete (é. sz. 20°25', k. h. 136°04')
- a legkeletibb pont a Minamitorisima atoll (é. sz. 24° 17′ 12″, k. h. 153° 58′ 50″)
- a legnyugatibb pont a Jonaguni-sziget (é. sz. 24°27′, k. h. 122°59′)
- legmagasabb pontja a Fudzsi-hegy (3776 m)
- legalacsonyabb pontja Hacsirógata (-4 m)

## Hegy- és vízrajza

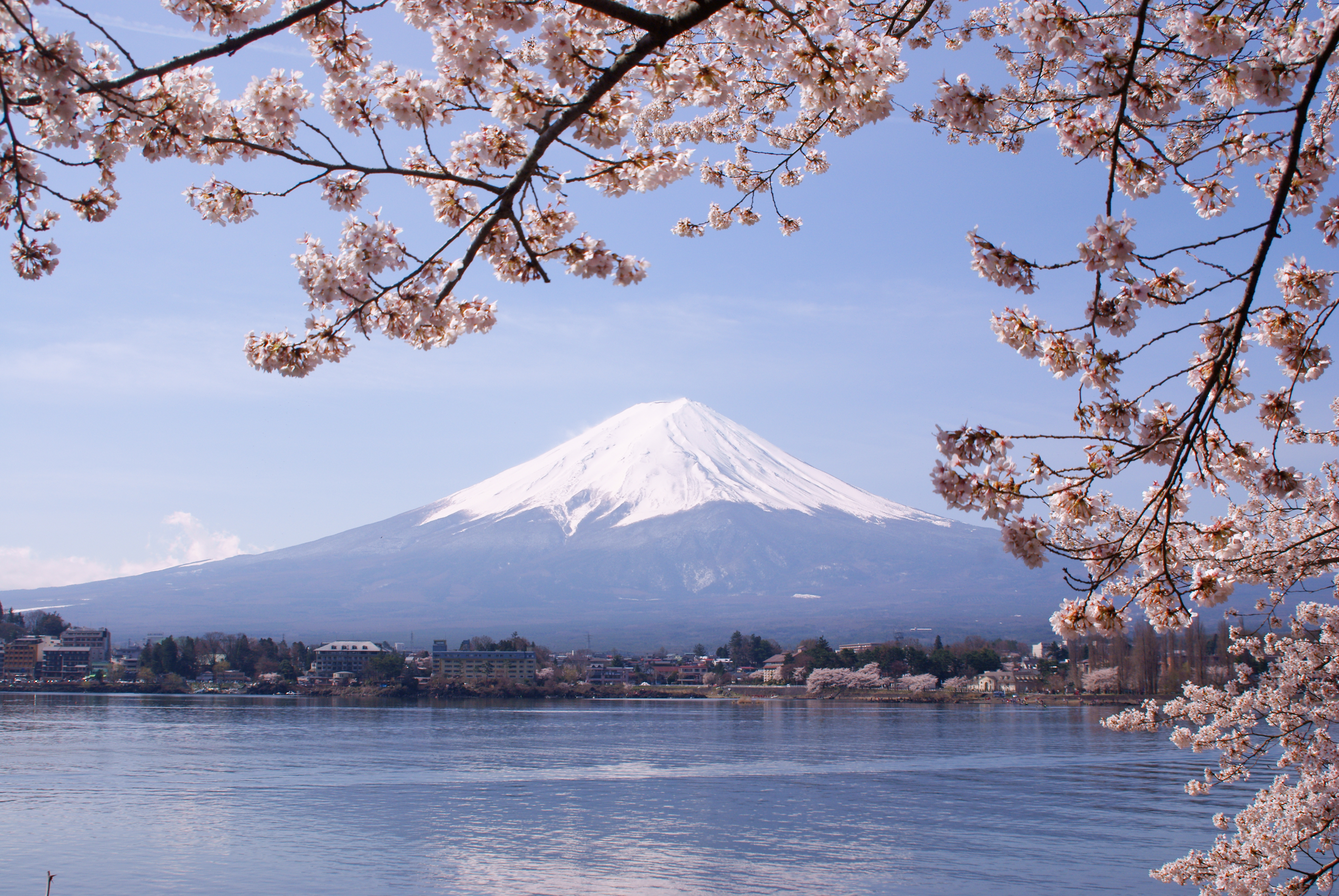
A Fudzsi, Japán legmagasabb hegye

A Japán-szigeteket a kontinentális self szélén tektonikai ütközés hatására felemelkedő hegyláncok alkotják. Területének mintegy 73%-a hegyvidék, 4%-a tó vagy folyó; a többi részen, a szétszórtan elhelyezkedő parti vagy hegyek közötti síkságokon lakik a népesség többsége. A szigetcsoport hosszában végigfutó hegyláncok két részre osztják azt, a Csendes-óceán-felé néző és a Japán-tenger felé néző területre. A csendes-óceáni részt magas (1500–3000 m), meredek hegyek és a közébük vágó mély völgyek és szurdokok jellemzik, míg a Japán-tengerre néző országrészen inkább fennsíkok és alacsony hegységek (500–1500 m) találhatók. Japán középső részén három hegylánc, a Hida, a Kiszo és az Akaisi találkozik és együttesen alkotják a Japán Alpokat (Nihon Arupusu), melynek csúcsai meghaladják a 3000 méteres magasságot. Legmagasabb pontja a Kita-hegy (3193 m). Az ország legmagasabb pontja a 3776 méter magas Fudzsi, egy különálló, inaktív rétegvulkán Sizuoka prefektúrában.
A síkságok és medencék kis területűek, a messze legnagyobb Kantó-síkság - ahol Tokió is található - a maga 13000 km²-ével körülbelül kétszer akkora, mint a Kisalföld. Az egyéb síkságok között megemlítendő a Nagoja-környéki Nóbi-síkság (180 km²), az Oszaka-Kiotó környéki Kinai-síkság, az Északkelet-Honsún elterülő Szendai-síkság és a Hokkaidón található Isikari-síkság. Szinte valamennyi nagyobb sík terület a tenger mentén fekszik.
A mezőgazdasági termelés számára használható terület szűkössége a történelem folyamán megtanította a japánokat, hogy hogyan tudnak gátakkal és lecsapolással rizstermesztésre alkalmas területeket nyerni a tengertől, teraszos műveléssel pedig a domboldalaktól. A folyamat napjainkban is tart, az ipar számára mesterséges szigeteket hoznak létre, ilyen Port Island Kóbe kikötőjében vagy a Kanszai nemzetközi repülőtér az Oszakai-öbölben.
Japán folyókban gazdag, de ezek többsége hegyi folyó, gyors folyású és meredek esésű. Hosszuk többnyire nem haladja meg a 300 km-t, az ország leghosszabb folyója a Sinano, amely a Nagano prefektúrában ered és Niigatánál éri el a tengert, 367 km-es. A gyors folyású vizek jelentős megújuló energiaforrást jelentenek, amelyet Japán vízierőművekkel szinte teljes egészében ki is használ. A legnagyobb édesvizű tó a Kiotótól északkeletre fekvő Biva-tó (672 km²).
Míg a folyók többnyire csak a torkolatuk közelében hajózhatóak, a tenger széles körű lehetőséget nyújt a vízi közlekedésre. A tagolt partvonal, különösen Honsú déli oldalán és a Szeto-tenger körül számos természetes kikötőt nyújt. Honsú keleti és a Japán-tenger felé néző partvidéke, valamint Hokkaidó kevesebb lehetőséget kínál a hajók kikötésére.

## Éghajlat

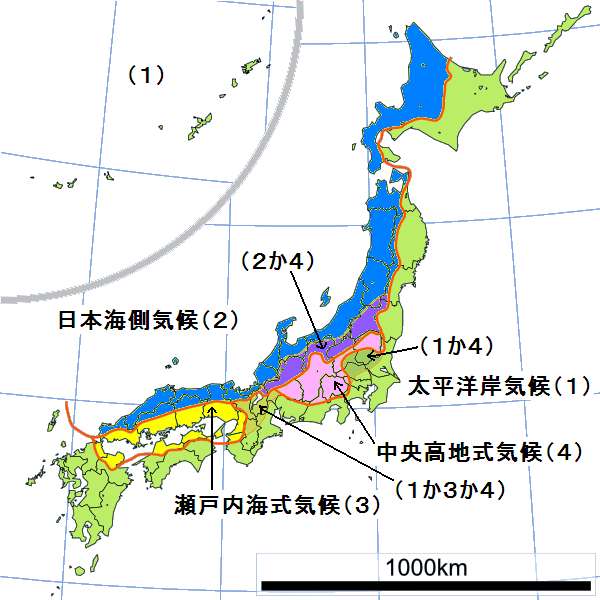
Japán éghajlati zónái.

Japán a mérsékelt égövhöz tartozik, jól elkülönülő négy évszakkal, de klímája a hokkaidói hűvös mérsékelttől a kjúsúi nedves szubtrópusiig változik. Éghajlatát két tényező befolyásolja alapvetően: közelsége az ázsiai kontinenshez és a partjai melletti meleg és hideg tengeráramlatok. Az ország időjárására két áramlat gyakorol nagy hatást, a délről érkező, meleg Kurosio-áramlat és a Csendes-óceán északi részéről hideg vizet szállító Ojasio- (vagy Ohotszki-) áramlat. Az első felmelegíti Japán déli partvidékét egészen Tokióig és egy mellékága, a Cusima-áramlat a Japán-tengerre is eljut. A tápanyagokban gazdag hideg Ojasio Hokkaidótól délre ütközik a Kurosióval, fitoplanktonban és halban bővelkedő területet hozva létre.
Japán hat éghajlati zónára osztható:
- Hokkaidó(北海道 Hokkaidō): nedves kontinentális éghajlat, hosszú, hideg telek és hűvös nyarak, valamint mérsékelt mennyiségű csapadék jellemzi.
- Japán-tenger (日本海 Nihonkai): a téli északnyugati szél erős havazással jár. A nyár esős, de kevésbé, mint a Csendes-óceáni oldalon, a délkeletről érkező főn néha hőhullámokat okoz.
- Középső hegyvidék (中央高地 Chūō-kōchi): kontinentális jellegű, nagy hőmérsékletkülönbségekkel nyár és tél, valamint nappal és éjszaka között. A csapadék mennyisége kevesebb, mint a partvidéken.
- Szeto-beltenger (瀬戸内海 Setonaikai): a beltengert északról és délről közrefogó hegyvidékek elfogják az erős szeleket, így az éghajlat mérsékelt és kellemes.
- Csendes-óceán (太平洋 Taiheiyō): a telek hidegek, a hó kevés; a nyarak forróak és monszunszerűen esősek. Délen kimondottan erős a nyári esőzés, északon valamivel enyhébb.
- Rjúkjú-szigetek (南西諸島 Nansei-shotō): szubtrópusi éghajlat, enyhe tél és forró nyár jellemzi. Sok a csapadék, különösen a nyári esős évszak idején.

Júniustól szeptemberig az időjárást a Csendes-óceánról és Délkelet-Ázsiából érkező páradús, trópusi légtömegek határozzák meg, amelyek jelentős mennyiségű csapadékot hoznak. Júniustól kezdődően kb. egy hónapig tart az esős évszak, amit forró, párás időjárás követ. Minden évben augusztus elejétől szeptember elejéig 5-6 tájfun érinti az országot, sokszor nagy károkat okozva. Az éves átlagos csapadékmennyiség általában 1000–2500 mm között változik (összehasonlításképpen Magyarországon 500–900 mm) de a Kurosio áramlatnak és a déli szélnek egyaránt kitett Kii-félszigeten elérheti a 4000 mm-t is, amivel ez a legesősebb szubtrópusi terület az egész világon. Az éves csapadék nagy része nyáron hullik, kivéve a Japán-tenger partvidékét, ahol a Szibéria felől érkező északi szelek a tél elején okoznak jelentős havazást.
A csapadékos időjárás miatt a napsütéses órák száma mérsékelt, a Szato-beltenger környékén mért napi 6 órás átlagtól a Hokkaidó keleti partvidékére jellemző négy óráig terjed. A japán-tengeri és csendes-óceáni partvidék között decemberben tapasztalható a legnagyobb különbség, ez első esetében átlagosan 30 órát, míg az utóbbinál 180 órányit süt a nap. Nyáron a napsütéses órák száma a hideg Ojasio-áramlat mentén a legalacsonyabb, ahol Szahalinhoz és a Kuril-szigetekéhez hasonló ködös időjárás a jellemző.
A Japán-szigetek rekordhőmérsékletét, 41 °C-ot a Sikokun található Simanto városában mérték 2013. augusztus 12-én

## Természeti katasztrófák

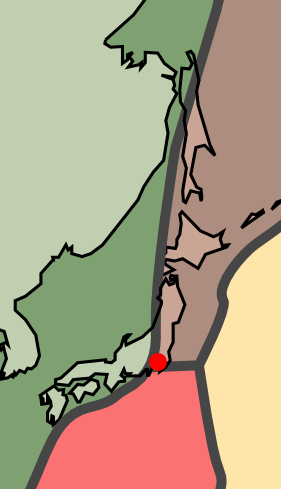
Tektonikus lemezek Japán alatt

Japán négy tektonikus lemez (az Eurázsiai, Észak-Amerikai, Csendes-óceáni és Fülöp-szigeteki) találkozásánál fekszik, azért területe geológiailag igen aktív. A világ működő vulkánjainak 10%-a található az országban (40 aktív, 148 inaktív) és évente 1500 földrengést detektálnak, melyek között nem ritka a 4-7-es erősségű. Szinte naponta fordul elő, hogy az országban valahol az épületek elmozdulásával járó földrengést tapasztaljanak. A 20. század leghírhedtebb földrengése 1923-ban sújtotta Kantót, 130 000 ember halálát okozva. A partközeli tengeralatti földrengések is nagy veszélyt jelentenek, az általuk okozott cunami miatt. 2011. március 11-én a Japánban valaha mért legnagyobb, 9,0-es tengeralatti rengés a hatalmas cunamit zúdított Honsú keleti partvidékére, amely közel 16 000 halálos áldozatot követelt és megrongálta a fukusimai atomerőművet.
A gyakori földmozgások miatt Japánban nagyon fejlett a földrengésálló építési technológia és a lakosságot az óvodától kezdve oktatják a rengések és azt követő tüzek alatti és utáni teendőkre.
Veszélyforrást jelentenek még a csendes-óceáni partvidéket sújtó tájfunok és a havazások utáni lavinák, nagy esőzések utáni árvizek és földcsuszamlások.

## Élővilág

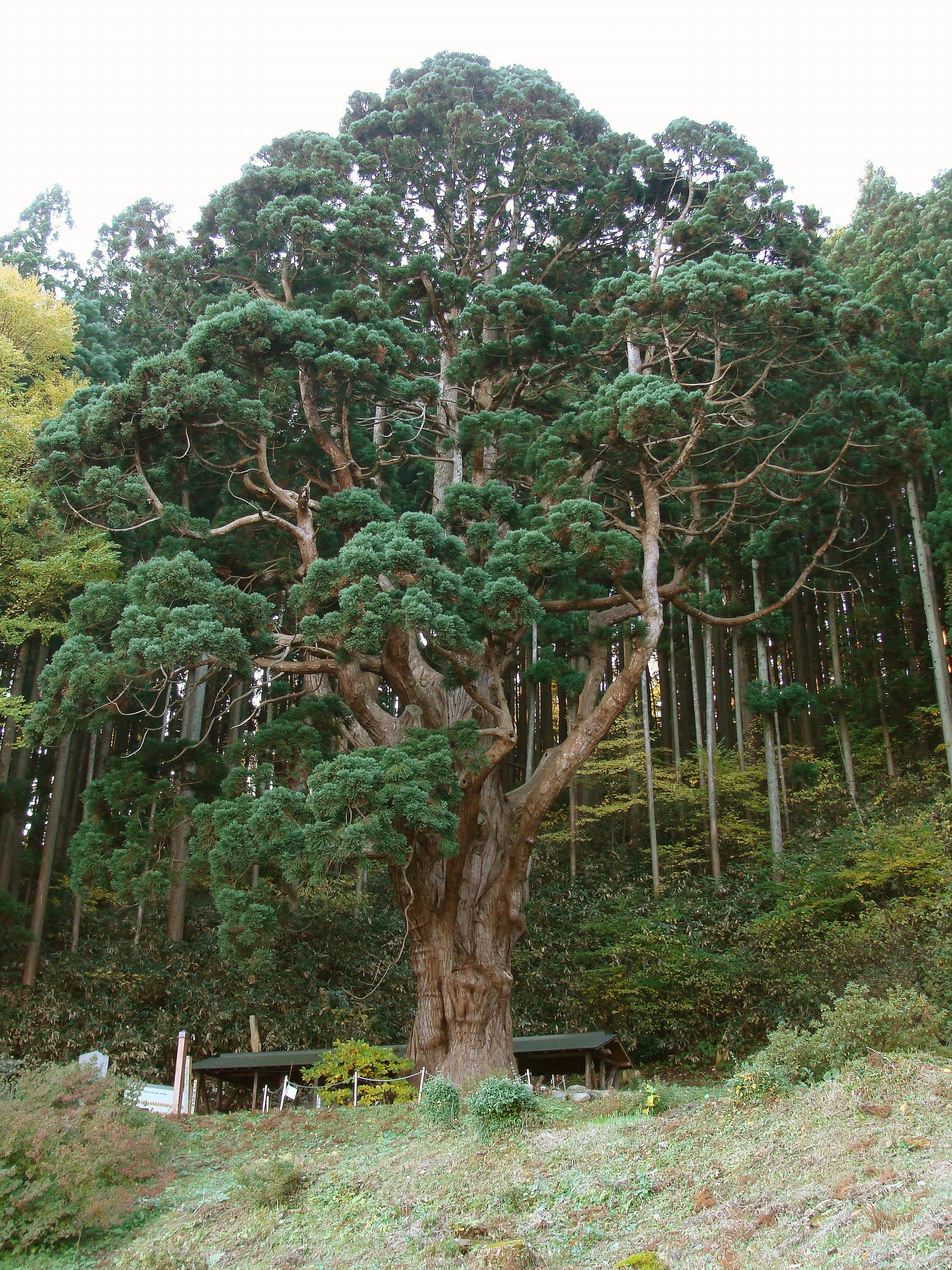
Japáncédrus Fukaurában

### Flóra
A változatos éghajlat és domborzat mintegy 15 300 növény- és 16 500 gombafajnak kínál élőhelyet. Japán területének 67%-át borítja erdő, amivel Svédország és Finnország után a harmadik legerdősültebb fejlett ország. Csak Japánban 168 fafaj honos (szemben egész Európa 85 fajával) amit nagy észak-déli kiterjedtsége, az egyes tájak eltérő éghajlata, a domborzat változatossága, a csapadék bősége, valamint az magyaráz, hogy a jégkorszakok idején nem került jégtakaró alá.
Három erdőtípus fordul elő az országban. Hokkaidó északi és keleti részein a nyírrel és berkenyével kevert fenyőerdők a dominánsak. A mérsékelt övi erdők két válfaja is elkülöníthető: a valódi vegyes és lombhullató erdők (tölgy, bükk, juhar, cédrus, különböző fenyők) Honsú északi részére jellemzőek, míg a sziget nyugati felén az örökzöldek és tölgyek bambusszal és magnóliával keverednek. Végül Kjúsún, Sikokun és Honsú déli részén szubtropikus vegetációval találkozhatunk, az erdők bambuszból, kámforfából, indiai fügéből állnak.

### Fauna

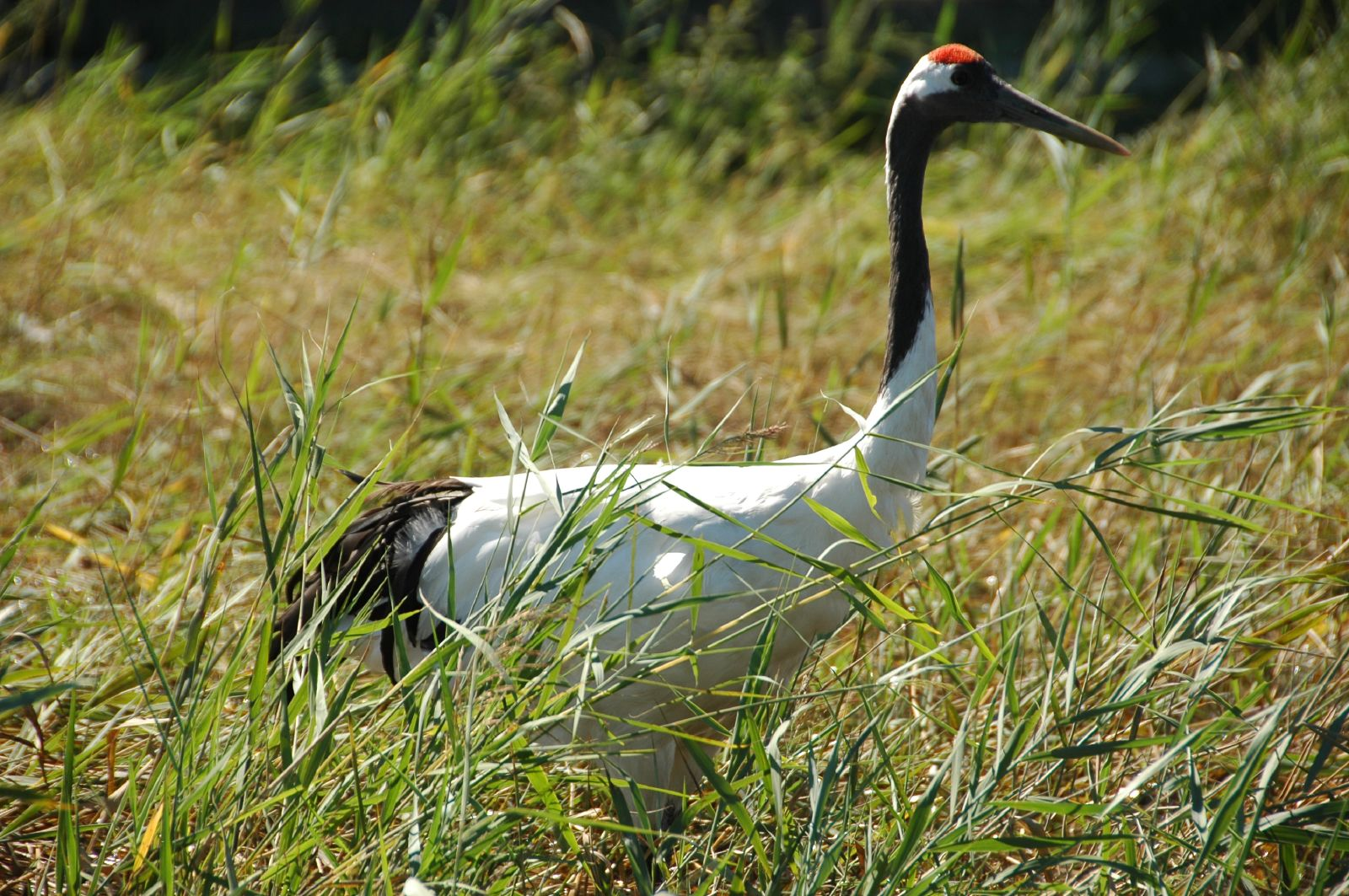
A mandzsu daru Japánban is költ

Akárcsak a növények esetében, az éghajlati különbségek lehetővé teszik, hogy Délkelet-Ázsia trópusokhoz szokott állatai, csak úgy mint a koreai és kínai mérsékelt égövi és a szibériai állatok is megtalálják a maga életterüket a szigetországban.
Hokkaidó északi partjain még az olyan sarkköri állatok is előfordulnak néha mint a rozmár, de az ipari tevékenységtől kevéssé háborgatott erdeiben a mérsékelten hideg klímát kedvelő barnamedve is megél. Hokkaidó és Észak-Honsú tengerpartja állatföldrajzilag az Északi Csendes-óceánhoz tartozik és fülesfókák, oroszlánfókák és bálnák jellemzik. Közép-Honsútól délre a nyugati indopacifikus fajok fordulnak elő, tengeri kígyók és teknősök, színes szubtrópusi halak és dugong.
Japánban 188 emlős-, 250 madár- és 87 hüllő-, kétéltű- és halfaj él. Leggyakoribb nagy termetű emlősök a barna- és örvös medve, a szikaszarvas és vaddisznó, a vörös róka. A főemlősök egyetlen fajjal, a japán makákóval képviseltetik magukat.

## Régiók

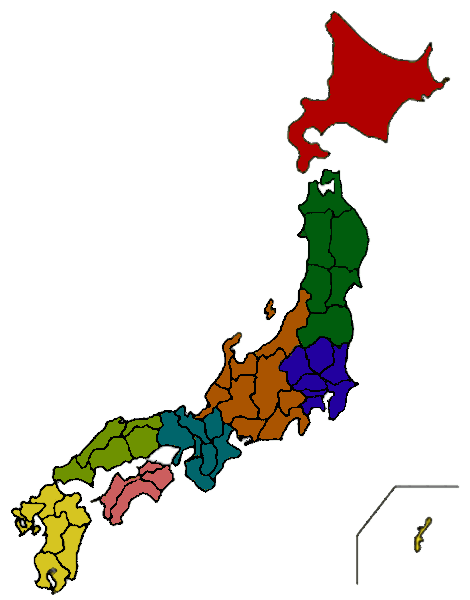
Japán régiói

Japánt hagyományosan nyolc régióra osztják, bár ezek nem hivatalos közigazgatási egységek:
- Hokkaidó – lakossága 5 507 456 fő, legnagyobb városa Szapporo
- Tóhoku – Észak-Honsú, lakossága 9 335 088 fő, legnagyobb városa Szendai
- Kantó – Kelet-Honsú, lakossága 42 607 376 fő, legnagyobb városa Tokió (ide tartoznak a Nanpó-szigetek is)
- Csúbu – Közép-Honsú, lakossága 21 714 995 fő, legnagyobb városa Nagoja
- Kanszai – Nyugat-közép Honsú, lakossága 22 755 030 fő, legnagyobb városa Oszaka
- Csúgoku – Nyugat-Honsú, lakossága 7 561 899 fő, legnagyobb városa Hirosima
- Sikoku – lakossága 3 977 205 fő, legnagyobb városa Macujama
- Kjúsú – lakossága 14 596 977 fő, legnagyobb városa Fukuoka (ide tartoznak a Rjúkjú-szigetek is)

A legnagyobb hivatalos közigazgatási egységek a prefektúrák. Minden régió több prefektúrára oszlik (kivéve Hokkaidót, ott csak egy van), összesen 47 tartozik a központi kormányzat alá.
| Japán nagyméretű domborzati térképe                                                                         |
| --- |
| Tokió Rjúkjú-szigetek Hiroshima Fudzsi Kiotó Oszaka Nagoja Jokohama Szapporo Kobe Fukuoka Kitakjúsú Szendai |
| Tokió Rjúkjú-szigetek Hiroshima Fudzsi Kiotó Oszaka Nagoja Jokohama Szapporo Kobe Fukuoka Kitakjúsú Szendai |

## Fordítás
- Ez a szócikk részben vagy egészben  a   Geography of Japan című angol Wikipédia-szócikk ezen változatának fordításán alapul.  Az eredeti cikk szerkesztőit annak laptörténete sorolja fel. Ez a jelzés csupán a megfogalmazás eredetét és a szerzői jogokat jelzi, nem szolgál a cikkben szereplő információk forrásmegjelöléseként.
- Ez a szócikk részben vagy egészben  a   Géographie du Japon című francia Wikipédia-szócikk ezen változatának fordításán alapul.  Az eredeti cikk szerkesztőit annak laptörténete sorolja fel. Ez a jelzés csupán a megfogalmazás eredetét és a szerzői jogokat jelzi, nem szolgál a cikkben szereplő információk forrásmegjelöléseként.